# Thérapie métacognitive
La thérapie métacognitive (TMC) est une psychothérapie axée sur la modification des croyances métacognitives qui perpétuent les états d'inquiétude, de rumination et de fixation de l'attention. Elle a été créée par Adrian Wells (en) sur la base d'un modèle de traitement de l'information de Wells et Gerald Matthews. Elle est étayée par des preuves scientifiques provenant d’un grand nombre d’études,.
Les objectifs de la TMC sont d'abord de découvrir ce que les patients pensent de leurs propres pensées et du fonctionnement de leur esprit (appelées croyances métacognitives), puis de montrer au patient comment ces croyances conduisent à des réponses inappropriées qui prolongent ou aggravent involontairement les symptômes, et enfin proposer des moyens alternatifs de répondre aux pensées afin de permettre une réduction des symptômes. Dans la pratique clinique, la TMC est le plus souvent utilisée pour traiter les troubles anxieux tels que le trouble d'anxiété sociale, le trouble d'anxiété généralisée (TAG), l'anxiété liée à la santé, le trouble obsessionnel compulsif (TOC) et le trouble de stress post-traumatique (TSPT) ainsi que la dépression – bien que le modèle a été conçu pour être transdiagnostique, ce qui signifie qu'il se concentre sur des facteurs psychologiques communs censés entretenir tous les troubles psychologiques.

## Histoire
La métacognition, en grec « après » (méta) et « pensée » (cognition), fait référence à la capacité humaine à prendre conscience et à contrôler ses propres pensées et processus mentaux internes. La métacognition est étudiée depuis plusieurs décennies par les chercheurs à l'origine dans le cadre de la psychologie du développement et de la neuropsychologie,,,. Des exemples de métacognition seraient une personne qui sait quelles pensées se trouvent dans son esprit à un instant précis et où se trouve le centre de son attention, ainsi que les croyances d'une personne sur ses propres pensées (qui peuvent être exactes ou non). Les premières interventions métacognitives ont été conçues pour les enfants souffrant de troubles de l'attention dans les années 1980,.

## Modèle de troubles mentaux

### Modèle de fonction exécutive d’autorégulation
Dans le modèle métacognitif, les symptômes sont provoqués par un ensemble de processus psychologiques appelés syndrome cognitif-attentionnel (SCA). Le SCA comprend trois processus principaux, chacun constituant une réflexion étendue en réponse à des pensées négatives. Ces trois processus sont :
1. Inquiétude / rumination
2. Surveillance des menaces
3. Des comportements d’adaptation qui se retournent contre soi

Tous trois sont motivés par les croyances métacognitives des patients, comme la conviction que ces processus aideront à résoudre les problèmes, même si ces processus ont tous pour conséquence involontaire de prolonger la détresse,. Les croyances métacognitives négatives, en particulier celles concernant le caractère incontrôlable et dangereux de certaines pensées, revêtent une importance particulière dans le modèle. On pense également que les fonctions exécutives jouent un rôle dans la façon dont la personne peut se concentrer et se recentrer sur certaines pensées et modes mentaux. Ces modes mentaux peuvent être classés en mode objet et en mode métacognitif, qui font référence aux différents types de relations que les gens peuvent entretenir avec leurs pensées. L’ensemble du SCA, des croyances métacognitives, des modes mentaux et de la fonction exécutive constituent ensemble le modèle de fonction exécutive d’autorégulation (S-REF). Ceci est également connu sous le nom de modèle métacognitif. Dans des travaux plus récents, Wells a décrit plus en détail un système de contrôle métacognitif du S-REF visant à faire progresser la recherche et le traitement utilisant la thérapie métacognitive.

## Intervention thérapeutique
La TMC est une thérapie à durée limitée qui se déroule généralement entre 8 et 12 séances. Le thérapeute utilise les discussions avec le patient pour découvrir ses croyances, expériences et stratégies métacognitives. Le thérapeute partage ensuite le modèle avec le patient, en soulignant comment ses symptômes particuliers sont provoqués et entretenus.
La thérapie procède ensuite à l'introduction de techniques adaptées aux difficultés du patient, visant à modifier la façon dont le patient se rapporte aux pensées et à maîtriser la pensée étendue. Les expériences sont utilisées pour remettre en question les croyances métacognitives (par exemple « Vous pensez que si vous vous inquiétez trop, vous deviendrez « fou » – essayons de nous inquiéter autant que possible pendant les cinq prochaines minutes et voyons s'il y a un effet ») et des stratégies telles que technique d'entraînement attentionnel, recentrage de l'attention situationnelle et pleine conscience détachée (il s'agit d'une stratégie distincte de diverses autres techniques de pleine conscience) ,,,.

## Recherche
Les essais cliniques (notamment les essais contrôlés randomisés) ont montré que la TMC produisait d'importantes améliorations cliniquement significatives dans une gamme de troubles de santé mentale, bien qu'en 2014, le nombre total de sujets étudiés ait été faible et qu'une méta-analyse ait conclu qu'une étude plus approfondie est nécessaire avant d'obtenir de solides conclusions quant à l’efficacité. Un numéro spécial de 2015 de la revue Cognitive Therapy and Research était consacré aux résultats de la recherche de la TMC.
Une méta-analyse de 2018 a confirmé l'efficacité de la TMC dans le traitement d'une variété de troubles psychologiques liés à la dépression et à l'anxiété, montrant des effets de grande ampleur. Il a conclu : « Nos résultats indiquent que la TMC est un traitement efficace pour une gamme de troubles psychologiques. À ce jour, les preuves les plus solides existent pour l'anxiété et la dépression. Les résultats actuels suggèrent que la TMC peut être supérieure à d'autres psychothérapies, notamment les interventions cognitivo-comportementales. Cependant, davantage d'essais avec un plus grand nombre de participants sont nécessaires afin de tirer des conclusions définitives. » 
En 2020, une étude a montré une efficacité supérieure de la TMC par rapport à la thérapie cognitivo-comportementale (TCC) dans le traitement de la dépression. Il résume : « La TMC semble prometteuse et pourrait offrir une avancée nécessaire dans le traitement de la dépression, mais il n'existe actuellement pas suffisamment de preuves issues d'essais suffisamment puissants pour évaluer l'efficacité relative de la TMC par rapport à la TCC dans le traitement de la dépression. » 
En 2018-2020, un sujet de recherche dans la revue Frontiers in Psychology a mis en évidence la base croissante de preuves expérimentales, cliniques et neuropsychologiques sur la TMC.
Une méta-analyse récente a indiqué que la TMC pourrait être supérieure aux autres traitements psychologiques du TSPT. Cependant, bien que les données probantes sur la TMC soient prometteuses et croissantes, il est important de noter que la plupart des essais cliniques portant sur la TMC se caractérisent par des échantillons restreints et sélectionnés et par des conflits d'intérêts potentiels, car son initiateur est impliqué dans la plupart des essais cliniques menés. En tant que tel, il existe un besoin urgent d’essais contrôlés randomisés de plus grande envergure, de préférence pragmatiques et bien menés, menés par des testeurs indépendants sans conflit d’intérêts potentiel avant une mise en œuvre à grande échelle de la TMC dans les cliniques de santé mentale.

## Lectures complémentaires
- Treating depression: MCT, CBT and third wave therapies, Chichester, UK; Malden, MA, Wiley-Blackwell, 2016 (ISBN 9780470759059, OCLC 908699035, DOI 10.1002/9781119114482)
- Adrian Wells et Michael Simons, The Wiley handbook of cognitive behavioral therapy, Chichester, UK; Malden, MA, Wiley-Blackwell, 2014, 107–130 p. (ISBN 9781118533208, OCLC 843010463, DOI 10.1002/9781118528563.wbcbt06), « Metacognitive therapy: thinking differently about thinking »
- James D. Herbert et Evan M. Forman, Acceptance and mindfulness in cognitive behavior therapy: understanding and applying the new therapies, Hoboken, NJ, John Wiley & Sons, 2011, 1–25 p. (ISBN 9780470474419, OCLC 612189071, DOI 10.1002/9781118001851.ch1), « The evolution of cognitive behavior therapy: the rise of psychological acceptance and mindfulness »
- Peter L. Fisher et Adrian Wells, Metacognitive therapy: distinctive features, London; New York, Routledge, coll. « The CBT distinctive features series », 2009 (ISBN 9780415434980, OCLC 229466109)